# Scary Monsters and Nice Sprites
Scary Monsters and Nice Sprites er den amerikanske electro house/dubstep-kunstner Skrillex' anden LP.
Pladen blev først sat til salg på den amerikanske online musik-tjeneste Beatport og er hans første store udgivelse efter at have skrevet kontrakt med Deadmau5s pladeselskab mau5trap Recordings. Albummet var en øjeblikkelig succes og overtog otte top 10 positioner på Beatports hjemmeside. Skrillex har i et interview fortalt, at pladen blev til på hans bærbare computer i hans private lejlighed.

## Trackliste
| Scary Monsters and Nice Sprites | Scary Monsters and Nice Sprites                  | Scary Monsters and Nice Sprites | Scary Monsters and Nice Sprites | Scary Monsters and Nice Sprites | Scary Monsters and Nice Sprites | Scary Monsters and Nice Sprites | Scary Monsters and Nice Sprites | Scary Monsters and Nice Sprites | Scary Monsters and Nice Sprites |
| #                               | Titel                                            | Længde                          |                                 |                                 |                                 |                                 |                                 |                                 |                                 |
| ------------------------------- | ------------------------------------------------ | ------------------------------- | ------------------------------- | ------------------------------- | ------------------------------- | ------------------------------- | ------------------------------- | ------------------------------- | ------------------------------- |
| 1.                              | "Rock n' Roll (Will Take You to the Mountain)"   | 4:44                            |                                 |                                 |                                 |                                 |                                 |                                 |                                 |
| 2.                              | "Scary Monsters and Nice Sprites"                | 4:03                            |                                 |                                 |                                 |                                 |                                 |                                 |                                 |
| 3.                              | "Kill EVERYBODY"                                 | 4:58                            |                                 |                                 |                                 |                                 |                                 |                                 |                                 |
| 4.                              | "All I Ask of You (feat. Penny)"                 | 5:40                            |                                 |                                 |                                 |                                 |                                 |                                 |                                 |
| 5.                              | "Scatta (feat. Foreign Beggars og Bare Noize)"   | 3:55                            |                                 |                                 |                                 |                                 |                                 |                                 |                                 |
| 6.                              | "With You, Friends (Long Drive)"                 | 6:29                            |                                 |                                 |                                 |                                 |                                 |                                 |                                 |
| 7.                              | "Scary Monsters and Nice Sprites (Noisia Remix)" | 3:24                            |                                 |                                 |                                 |                                 |                                 |                                 |                                 |
| 8.                              | "Scary Monsters and Nice Sprites (Zedd Remix)"   | 5:58                            |                                 |                                 |                                 |                                 |                                 |                                 |                                 |
| 9.                              | "Kill EVERYBODY (Bare Noize Remix)"              | 4:41                            |                                 |                                 |                                 |                                 |                                 |                                 |                                 |
| 44:02                           |                                                  |                                 |                                 |                                 |                                 |                                 |                                 |                                 |                                 |